# Juego de confianza
El Juego de la confianza pertenece a la Teoría de Juegos, que pretende estudiar interacciones en estructuras formalizadas de incentivos. Berg, Dickhaut y McCabe (1995) y anteriormente Camerer y Weigelt (1988) idearon un sencillo juego para medir la confianza. El juego consta de dos etapas y hay dos jugadores (inversor y beneficiario). En la primera etapa, el inversor tiene X unidades monetarias y debe decidir qué parte transfiere o presta al beneficiario. Supongamos que presta T, manteniendo por tanto X - T. En la segunda etapa, la inversión de T genera un retorno con una tasa (1 + r), convirtiéndose por tanto en (1 + r)·T unidades monetarias. Entonces el beneficiario debe decidir cuánto 'devuelve' al inversor de esta nueva cantidad (1 + r)·T. Supongamos que retiene Y, devolviendo por tanto (1 + r)·T - Y. El juego termina entonces, siendo los pagos totales Y para el beneficiario y (X - T) + (1 + r)·T - Y para el inversor, es decir, X - Y + r·T. La confianza del inversor en este juego es la expectativa de que otra persona responderá positiva o generosamente. La confianza es arriesgada porque el inversor probablemente se arrepentirá de haber confiado si no obtiene mucho. En este sentido, T es una medida aproximada de la confianza, mientras que la cantidad devuelta (1 + r)·T - Y mide la confiabilidad. Para probar si la gente está dispuesta a sacrificar una posición de confort (segura) la confiabilidad tiene que ir en contra del interés del beneficiario y requiere que la confianza sea pura, es decir, se tiene que arriesgar.
Las predicciones de la Teoría de Juegos dependen de los supuestos que se hagan acerca de las preferencias y la racionalidad de los jugadores. Si estos buscan maximizar sus ganancias monetarias, una hipótesis habitual en la Teoría de Juegos, el beneficiario nunca devolvería nada, reteniendo por tanto una cantidad Y = (1 + r)·T. Anticipando esto, un inversor egoísta debería mantener el dinero en lugar de invertirlo. En definitiva, el inversor ganaría X y el beneficiario 0. Obsérvese que el juego tiene un riesgo moral o acción oculta que no puede garantizarse contractualmente, pues el beneficiario no tiene obligación alguna de devolver dinero; relacionado con otro juego clásico de la Economía Experimental, el beneficiario está jugando un juego del dictador cuya cantidad asignada fue determinada por la transferencia del inversor.
Berg, Dickhaut y McCabe (1995) testaron experimentalmente las predicciones mencionadas de la Teoría de Juegos, con una cantidad inicial X = 10 y una tasa de retorno r = 2. Los resultados contradicen las predicciones teóricas, pues el inversor promedio prestó alrededor del 50 % de la dotación inicial, mientras que la cantidad devuelta fue en promedio de aproximadamente 95 % de lo invertido, con una gran dispersión.

## Predicciones del modelo clásico
El juego de la confianza lo podemos ligar con la hipótesis del Homo Economicus, que predice que las decisiones de invertir o devolver se basarán en un puro egoísmo en el que no importará el bienestar material de los demás, ni su opinión, ni hará comparaciones con estos. Entonces, el inversor decidirá desde un primer momento no invertir y acabaría ahí el juego. Con este juego se puede por tanto discutir esta hipótesis y nos puede permitir diferenciar entre distintos tipos de individuos en función de sus preferencias sociales.

## Implicaciones del juego en la vida cotidiana
La base de realizar este tipo de juegos es la de estudiar cómo funciona la confianza en situaciones en las que los individuos deben tomar decisiones en función de ésta. La confianza es determinante en casi todos los aspectos de la vida, en situaciones tan sencillas como la de realizar un trato de compra-venta: sin confianza entre los individuos implicados (vendedor y consumidor), el llegar a conseguir un trato sería costoso y más lento que si el vendedor confía en que le van a pagar y el consumidor hace lo propio en que se cubrirá su necesidad o deseo. Knack and Keefer (1997) encontraron una fuerte correlación entre la confianza que tenían los ciudadanos entre ellos y el crecimiento económico que se dio en esa economía. Por tanto, el motivo por el que sociólogos y economistas estudien y realicen hipótesis y juegos acerca de la confianza es por las amplias implicaciones que tiene en las sociedades.
En este tipo de juegos, los jugadores pueden modificar su función de utilidad a cambio de la confianza del otro. Permite conocer las estrategias de las personas.

### Implicaciones del juego con fines de investigación
Los diseños experimentales en base a juegos de intercambio económico han comenzado a utilizarse para el estudio de personas con trastornos psiquiátricos y la comprensión del funcionamiento neural que subyace a los procesos cognitivos y de procesamiento afectivo; haciendo énfasis en la toma de decisiones, entre dos o más personas ante la posibilidad de distribuir bienes económicos. El juego de confianza, junto con algunos otros, como el del ultimátum, se han utilizado con el fin de identificar parámetros normativos de respuesta y comparar el comportamiento de poblaciones clínicas con diagnósticos psiquiátricos. En ese sentido, se han identificado patrones de respuesta particulares asociados a ciertas poblaciones clínicas como las de personas que padecen trastorno límite de la personalidad. y se ha designado el nombre de psiquiatría computacional al uso de recursos de la teoría de juegos para la investigación en esta área.

## Juego de confianza en forma de árbol

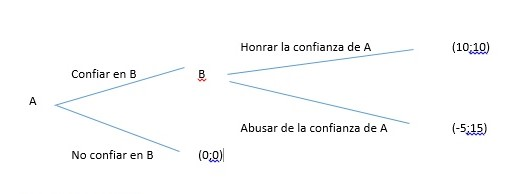
Kreps, 1990

Cuando el juego se representa en forma de árbol, A tiene que decidir entre confiar en B o no confiar en B. Si confía en B, B puede decidir honrar la confianza de A o abusar de la confianza de A.
El juego comienza con el jugador A, decidiendo si confiar o no en B. Si el jugador A no confía en B, el juego se termina y ambos jugadores obtienen una utilidad de 0. Por el contrario si el jugador A decide confiar en B, B puede honrar la confianza de A, es decir, no traicionarle o traicionar al jugador A y abusar de su confianza.
Si el jugador B decide honrar la confianza del jugador A, ambos obtendrían una utilidad de 10. Si por el contrario, el jugador B decide abusar de la confianza de A, el Jugador A obtendría una utilidad de -5 y el jugador B obtendría una utilidad de 15.
Analizando este juego, lo más probable es que A no deposite su confianza en B y se termine el juego, obteniendo ambos jugadores una utilidad de 0.
Por inducción hacia atrás, el equilibrio perfecto en subjuegos sería (0,0).
Representación del juego en forma de matriz:
| Jugador A/ Jugador B | Honrar la confianza de A | Abusar de la confianza de A |
| -------------------- | ------------------------ | --------------------------- |
| Confiar en B         | (10;10)                  | (-5;15)                     |
| No confiar en B      | (0;0)                    | (0;0)                       |

Este juego también se puede representar como un dilema del prisionero.

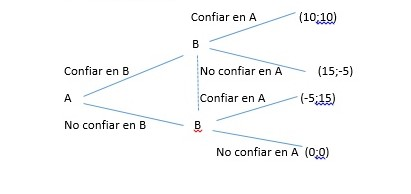
Kreps,1990

En este caso, A tiene que decidir entre confiar o no en B. Si A decide confiar en B, B tiene que decidir entre confiar o no confiar en A. Si B confía en A, ambos obtienen una utilidad de 10. Si B no confía en A, B obtiene una utilidad de -5 y A una utilidad de 15. Por el contrario, si A no confía en B, B tiene que volver a decidir entre confiar o no en A. Si confía en A, B obtiene una utilidad de 15 y A de -5. Si B no confía en A, la utilidad para ambos sería de 0.
Este caso es diferente al anterior, no se trata de un juego donde uno deposita la confianza en otro y el otro decide si honrar la confianza o no. En este caso la confianza se da si ambos confían y depositan su confianza en el otro. El resultado final será que ninguno de los dos confiará en el otro.
Cuando el juego de la confianza se repite un número infinito de veces, A y B no saben cuál será el momento final, es más probable que ambos decidan confiar en el otro por miedo a lo que el otro pueda elegir.
Aquí entra en juego el concepto “tit for tat”, es decir, la cooperación entre extraños (confianza) aparece cuando ambos han confiado en el otro varias veces. Este concepto fue incluido en la teoría de juegos por Axelrod.
Cuando se repite el juego, los jugadores saben que esperar el otro y así valoran si continuar con la estrategia “tit for tat o cambiar de estrategia cuando el otro deja de honrar la confianza. 
Nota: en el enlace aparece la representación en forma de árbol.

## Enlaces
- http://www.scielo.org.mx/scielo.php?script=sci_arttext&pid=S0188-25032004000400001

- Datos: Q30904450